# انتخابات الرئاسة القرغيزستانية 1991
انتخابات الرئاسة القيرغيزستانية 1991 هي الانتخابات الرئاسية التي جرت في 1991، في قيرغيزستان، فاز بالانتخابات عسكر آكاييف.